# Bertsch-Oceanview
Bertsch-Oceanview és una població del Comtat de Del Norte a l'estat de Califòrnia dels Estats Units d'Amèrica.

## Demografia
Segons el cens del 2000, Bertsch-Oceanview tenia 2.238 habitants, 814 habitatges, i 570 famílies. La densitat de població era de 157,4 habitants per km².
Dels 814 habitatges en un 34,4% hi vivien nens de menys de 18 anys, en un 49,3% hi vivien parelles casades, en un 14,4% dones solteres, i en un 29,9% no eren unitats familiars. En el 22,6% dels habitatges hi vivien persones soles el 7% de les quals corresponia a persones de 65 anys o més que vivien soles. El nombre mitjà de persones vivint en cada habitatge era de 2,75 i el nombre mitjà de persones que vivien en cada família era de 3,21.
Per edats la població es repartia de la següent manera: un 30,1% tenia menys de 18 anys, un 7,3% entre 18 i 24, un 28,2% entre 25 i 44, un 23,7% de 45 a 60 i un 10,7% 65 anys o més.
L'edat mediana era de 36 anys. Per cada 100 dones de 18 o més anys hi havia 92,8 homes.
La renda mediana per habitatge era de 26.300 $ i la renda mediana per família de 32.500 $. Els homes tenien una renda mediana de 35.385 $ mentre que les dones 21.250 $. La renda per capita de la població era de 12.661 $. Entorn del 15,5% de les famílies i el 18,1% de la població estaven per davall del llindar de pobresa.

## Poblacions properes
El següent diagrama mostra les poblacions més properes.